# IJslam

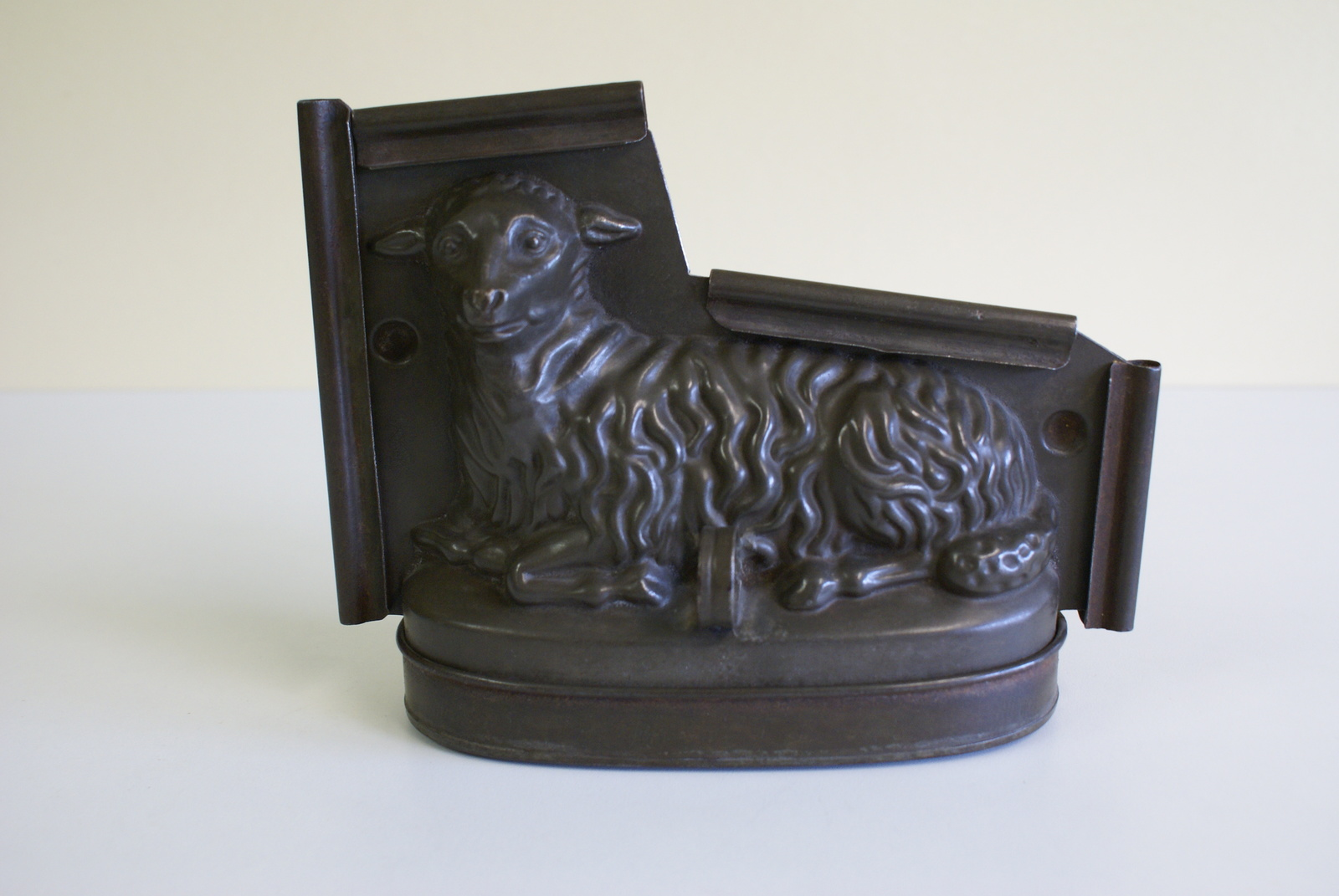
Vorm voor ijslam

Het ijslam is een traditionele ijstaart in België. De taart bestaat uit een voetstuk vervaardigd uit roomijs, de afwerking ervan varieert. Bovenop de taart prijkt een zittend lam uit vanille-ijs. Doorgaans wordt er een plastic buisje met frambozencoulis verwerkt in het lam. 

## Traditie en gebruik
De taart wordt doorgaans gegeten op christelijke communiefeesten in België. Op deze feesten is het gebruikelijk dat de communicant het ijslam aansnijdt waarbij het ijslam wordt onthoofd. Hierbij vloeit er frambozencoulis uit het lam. Dit is een verwijzing naar het bloedende Lam Gods. Het Lam Gods staat op zijn beurt symbool voor het offer van Jezus Christus, die zich voor de zonden van de mensheid offerde.

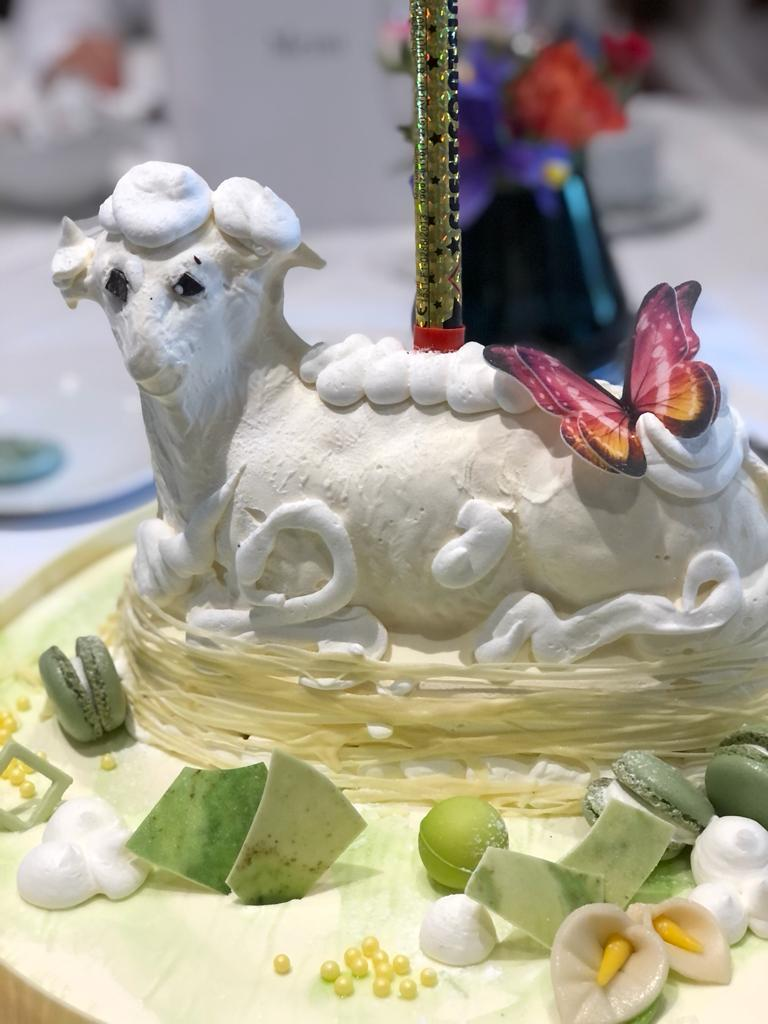
IJslam

## Oorsprong en geschiedenis
Het is niet bekend wie dit ijsdessert bedacht en wanneer de traditie begonnen is. De eerste vermeldingen van het ijslam op menukaarten dateren uit het begin van de twintigste eeuw. Vermoedelijk kent het ijslam zijn oorsprong aan het einde van de negentiende eeuw. Op dat moment bestonden er ijsvormen die een zittend of staand paaslam voorstelden. Ook was het onder banketbakkers en koks nog steeds de mode om de natuur in gebak, suiker, marsepein, chocolade en roomijs levensecht na te bootsen: van bloemen, planten, dieren en fruit. Vormenfabrikanten speelden hierop in door allerlei vormen aan te bieden aan ijsbereiders. Deze ijsvormen stelden verschillende fauna en flora voor. 
Het ijslam vindt na de Tweede Wereldoorlog geleidelijk aan zijn ingang op de communiefeesten. Het ijsdessert breekt pas echt door vanaf 1980. Rond de jaren 2000 verdween het ijslam steeds meer van het menu. Communiefeesten werden minder traditioneel gevierd en ook niet-confessionele lentefeesten kwamen steeds meer op.  In de 21ste eeuw lijkt het ijslam een revival te kennen. Dit ijsdessert wordt ook al eens op andere feestelijke gelegenheden gegeten zoals op niet-confessionele lentefeesten en op islamitische offerfeesten.